# Acrophymus veseyi
Acrophymus veseyi är en insektsart som beskrevs av Vitaly Michailovitsh Dirsh 1963. Acrophymus veseyi ingår i släktet Acrophymus och familjen gräshoppor. Inga underarter finns listade i Catalogue of Life.